# Bruno Dagens
Pour les articles homonymes, voir Dagens.
Bruno Dagens (né le 19 février 1935 à Nimègue et mort le 17 septembre 2023 à Strasbourg) est un archéologue, historien de l'art, sanskritiste et spécialiste d'Angkor Vat. Il a été professeur émérite de l'Université Sorbonne-Nouvelle Paris 3.

## Carrière
Après avoir obtenu son diplôme en histoire et archéologie, ainsi qu'en sanskrit, il a effectué divers stages auprès de la Délégation archéologique française en Afghanistan, alors dirigée par Daniel Schlumberger. De 1957 à 1964, il participe aux fouilles en Afghanistan de Mundigak et Surkh Kotal et mène des recherches sur l'art gréco-bouddhique (Hadda et Bactriane). En 1964, il entreprend la traduction du Mayamata, un traité sanscrit d'architecture. Il obtient le CAPES d'histoire et de géographie et enseigne de 1964 à 1965 à Obernai. Puis il est détaché au ministère des Affaires étrangères en tant qu'expert pour la conservation d'Angkor de 1965 à 1969. Il entre à l'École française d'Extrême-Orient (EFEO) en 1969, et reste en fonction pendant trois ans au Cambodge, tout en effectuant des missions parallèles en Inde (Pondichéry, 1969 et 1972), en Thaïlande (Phimai, 1969) et au Laos (Vat Phou, 1969).
Au Cambodge, Bruno Dagens a mené une activité scientifique sur trois thèmes : des recherches sur l'iconographie et l'architecture des monuments de la période angkorienne accompagnées d'enquêtes systématiques; recherche sur la statuaire, centrée sur l'élaboration d'un catalogue détaillé des pièces bouddhistes du dépôt de sculptures de la Conservation d'Angkor; travail philologique sur le Mayamata, complété par des études monumentales au Cambodge et en Inde (Kerala et Tamil Nadu).
De 1972 à 1977, il a été chargé de cours à l'Université catholique de Louvain et s'est régulièrement rendu à Pondichéry. En octobre 1977, il est nommé directeur de la section d'indologie à l'Institut français de Pondichéry. Pendant la période 1972 à 1986, ses recherches se sont concentrées sur les textes et monuments du sud de l'Inde. Il a passé neuf ans à Pondichéry pour étudier les temples et les manuscrits shivaïtes.
En 1986, il devient professeur d'histoire ancienne et d'archéologie de l'Asie du Sud et du Sud-Est à l'Université Sorbonne-Nouvelle Paris 3 et occupe ce poste, depuis lors. Il est également directeur d'une Unité de formation et de recherche [UFR] et responsable des programmes de l'EFEO / ministère des Affaires étrangères / Unesco, participe à différents conseils et commissions et co-dirige les fouilles de Muang-Champasi (Na Dun, Thaïlande). Sa monographie Angkor : la forêt de pierre (collection « Découvertes Gallimard », 1989) a été publiée sous le titre Angkor: Heart of an Asian Empire en 1995, et a été adaptée en film documentaire avec le même titre en 2002, dans le cadre de « L'Aventure humaine ». Il a également publié sur les Khmers, et sur le temple indien : Le Temple indien miroir du monde, publié en 2009.
Bruno Dagens s'éteint le 17 septembre 2023 à Strasbourg à l'âge de 88 ans.

## Publications

### Sélection
- Bruno Dagens, Angkor : la forêt de pierre, Paris, Gallimard, coll. « Découvertes Gallimard / Archéologie » (no 64), 1989, 192 p., 18 (ISBN 978-2-07-053091-5 et 2-07-053091-4)
- Bruno Dagens, Les Khmers, Paris, Les Belles Lettres, 2002, 335 p., 21 cm (ISBN 2-251-41020-1 et 978-2-251-41020-3)
- Bruno Dagens et Marie-Luce Barazer-Billoret, Shiva : libérateur des âmes et maître des dieux, Paris, Gallimard, coll. « Découvertes Gallimard / Religions » (no 450), 2004, 127 p., 18 cm (ISBN 2-07-030193-1)
- Bruno Dagens, M.- L. Barazer-Billoret (Éditeur scientifique) et V. Lefèvre (Éditeur scientifique), Traités, temples et images du monde indien : études d'histoire et d'archéologie, Paris/Pondichéry, Presses Sorbonne Nouvelle ; Institut français de Pondichéry, 2005, XIV-330 p., 25 cm (ISBN 2-87854-308-4)
- Bruno Dagens, Le Temple indien : Miroir du monde, Paris, Les Belles Lettres, coll. « Realia », 2009, 385 p., 23 cm (ISBN 978-2-251-33831-6)
- Bruno Dagens et Marie-Luce Barazer-Billoret, Shiva : libérateur des âmes et maître des dieux, Gallimard, coll. « Albums Beaux Livres », 2013, 127 p., 22 x 22 cm (ISBN 978-2-07-014155-5 et 2-07-014155-1)
- En ligne: Les enseignements architecturaux de l'Ajitāgama et du Rauravāgama : Études sur les āgama śivaïtes, I . Institut français de Pondichéry 1977

### Traductions
- Mayamuni, Mayamata: Traité Sanskrit d'Architecture, Institut Français d'Indologie, 1970
- Mayamata: An Indian Treatise on Housing Architecture and Iconography, Sitaram Bhartia Institute of Scientific Research, 1985 (une édition mise à jour publiée en 2017 par New Age Books)
- Le Rauravāgama : un traité de rituel et de doctrine śivaïtes, 2000

- Prix Bordin 2003 de l’Académie des inscriptions et belles-lettres
- Dīptāgama: Tome I, Chapitres 1 à 21 / édition critique de Marie-Luce Barazer-Billoret, Bruno Dagens et Vincent Lefèvre ; avec la collaboration de S. S̕ambandha Sivācārya. (VI-449 p.) ; 24 cm. Institut français de Pondichéry, 2004
- Dīptāgama: Tome II, Chapitres 22 à 62 / édition critique de Marie-Luce Barazer-Billoret, Bruno Dagens et Vincent Lefèvre ; avec la collaboration de S. S̕ambandha Sivācārya et la participation de Christèle Barois (603 p.) ; 24 cm. Institut français de Pondichéry, 2007